# گوسان کانتی
گوسان کانتی (به لاتین: Goesan County) یک منطقهٔ مسکونی در کره جنوبی است که در استان چونگچانگ شمالی واقع شده‌است. گوسان کانتی ۸۴۲ کیلومتر مربع مساحت و ۴۴٬۴۶۱ نفر جمعیت دارد.